# Michail Mjasnikovič
Michail Uladzimiravič Mjasnikovič (in russo Михаил Владимирович Мясникович?, in bielorusso Міхаіл Уладзіміравіч Мясніковіч?; Hrodna, 6 maggio 1950) è un politico bielorusso che ha occupato la carica di Primo ministro della Bielorussia dal 28 dicembre 2010, sostituendo Sjarhej Sidorski.
È stato nominato dal presidente Aljaksandr Lukašėnka dopo le elezioni del 2010 che hanno confermato Lukašėnka ad un quarto mandato, nonostante le accuse su di lui pendenti di frode.
Prima di diventare primo ministro, ha presieduto l'accademia nazionale di Scienze della Bielorussia.